# Turbokompressor

Axialer Verdichter

Verfahrenstechnisches Symbol eines Turbokompressors in einem R&I-Fließschema

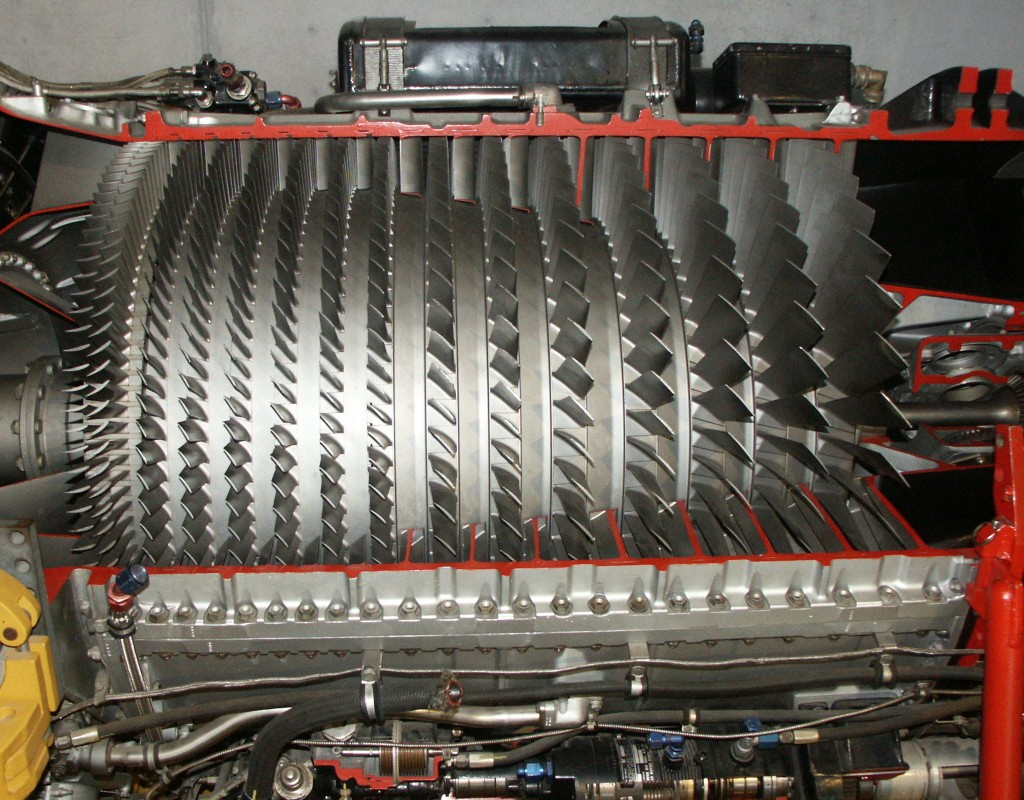
Axialkompressor eines Strahltriebwerkes Wright J65

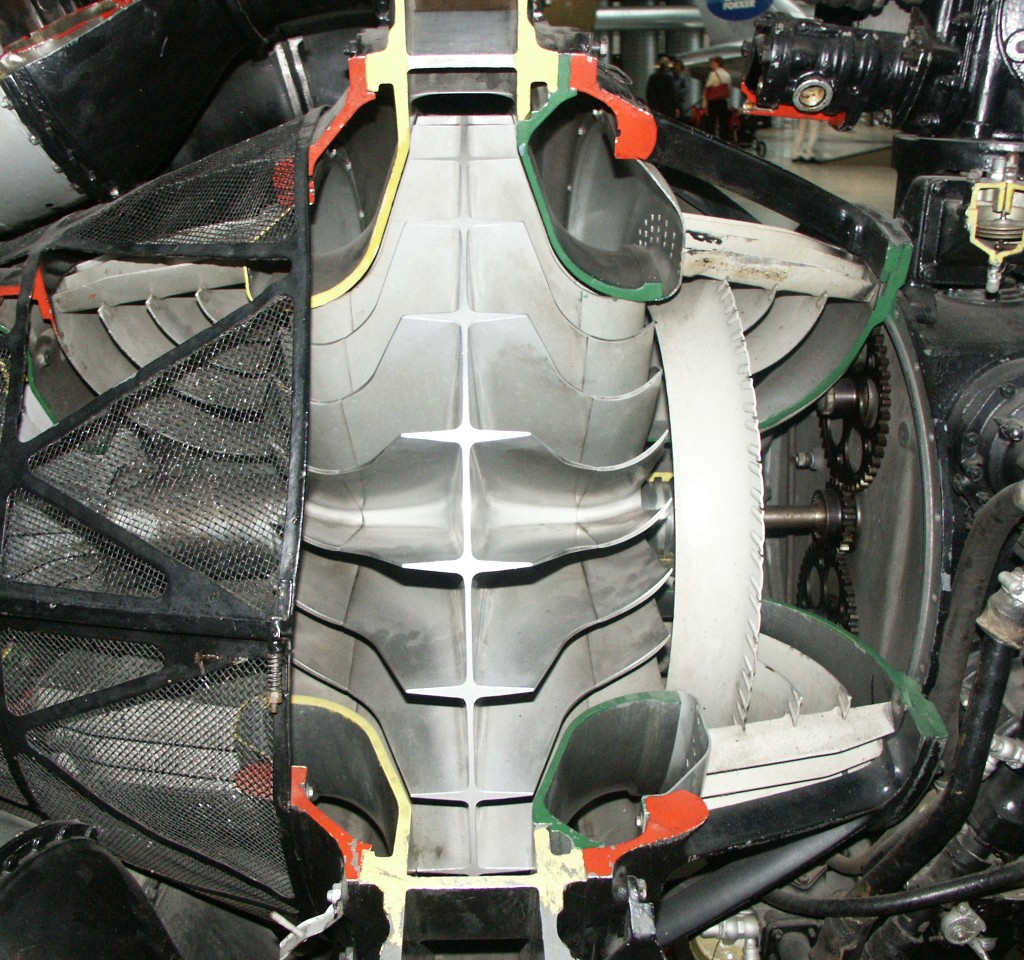
Radialkompressor eines Strahltriebwerkes Klimow WK-1

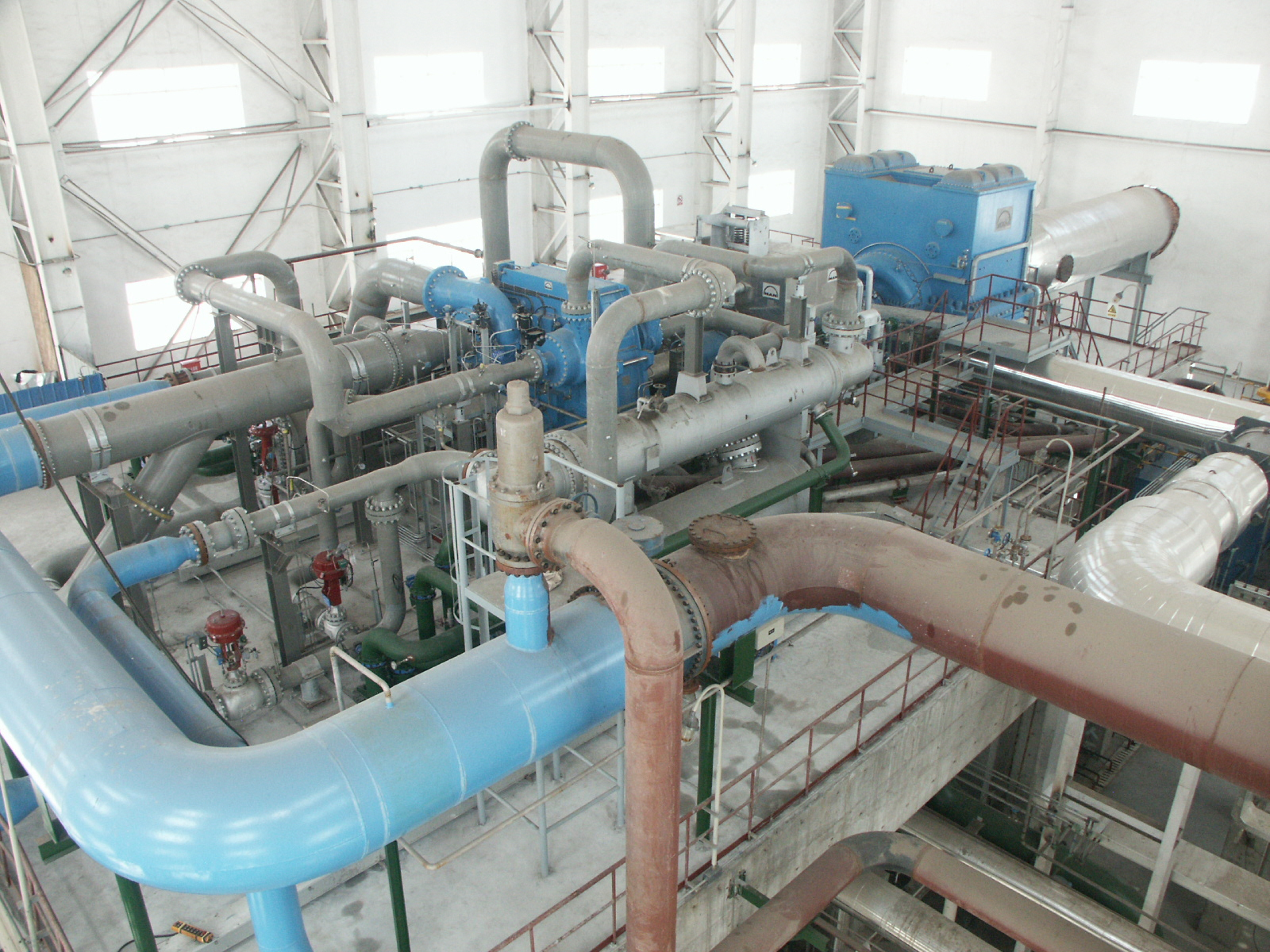
Turbokompressorstrang einer Luftzerlegungsanlage

Der Turbokompressor (auch Turboverdichter) ist ein rotierender Verdichter und gehört zu den Strömungsmaschinen. Er arbeitet in der physikalischen Umkehrung einer Turbine (in der ein Gas entspannt wird) und kommt als selbständige Arbeitsmaschine zum Einsatz, um ein Gas zu fördern, seinen Druck zu erhöhen (für chemische Reaktionen) oder sein spezifisches Volumen zu reduzieren, z. B. zum Zwecke der Speicherung. Zudem sind Turbokompressoren integrale Baugruppen in Gasturbinen, Flugzeugtriebwerken und Turboladern.
Seit neuestem werden im Rahmen der Energiewende in Europa zudem Großwärmepumpen errichtet, die eine thermische Leistung von mittlerweile >30 MW erzeugen. Die hier verwendeten Turbokompressoren haben mithin die Aufgabe, neben der Druckerhöhung auch für die Erwärmung des Prozessgases auf möglichst hohe Temperaturen zu sorgen, so dass auf der Wärmesenken-Seite der Wärmepumpe eine entsprechend hohe Energiemenge aus dem Prozess gewonnen werden kann.

## Aufbau
Alle Turbokompressoren besitzen
- ein Druckgehäuse mit entsprechenden Leiteinrichtungen
- eine Welle mit mindestens einem Laufschaufelrad bzw. einer direkt auf der Welle aufgezogenen Laufschaufelreihe.

Turbokompressoren unterteilen sich in die Hauptbauarten Radial- und Axialkompressor.
Beim Axialkompressor strömt das zu komprimierende Gas in paralleler Richtung zur Welle durch den Verdichter. Beim Radialverdichter strömt das Gas axial in das Laufrad der Verdichterstufe und wird dann nach außen (radial) abgelenkt. Bei mehrstufigen Radialverdichtern ist damit hinter jeder Stufe eine Strömungsumlenkung notwendig. Allgemein fördern Axialkompressoren höhere Volumenströme während Radialverdichter höhere Drücke erzeugen.
Kombinierte Bauarten saugen mit ihrer Axialstufengruppe große Volumenströme an, die in den anschließenden Radialstufen auf hohe Drücke komprimiert werden. Die Diagonalkompressoren sind eine Kombination von beiden Prinzipien.
Bei den häufig gebauten einwelligen Maschinen, die u. U. auch über ein separates Getriebe angetrieben werden, werden die einzelnen Verdichterstufen hintereinander auf der Welle angeordnet. Die Anordnung erfolgt oft so, dass es eine Hauptströmungsrichtung gibt (vom Saug- zum Druckstutzen), teilweise wird auch zur Kompensation des Axialschubes der Welle eine „back to back“-Anordnung von einzelnen Verdichterstufen oder Stufengruppen gewählt, so dass sich mehr als ein Saug- bzw. Druckstutzen ergibt.
Eine weitere Bauart sind die Getriebekompressoren, bei denen die einzelnen Radialverdichterstufen direkt um ein Getriebegehäuse herum gruppiert sind. Dieses Getriebe besitzt ein zentrales Groß(zahn)rad, welches mehrere parallele Ritzelwellen, die jeweils ein oder zwei Laufräder tragen, antreibt. Das Großrad ist entweder direkt mit der Antriebsmaschine gekuppelt (Motorantrieb) oder wird seinerseits durch ein meist unten liegendes Antriebsritzel (Turbinenantrieb) angetrieben.
Dabei kann jede Stufengruppe mit ihrer abhängig vom Durchmesser optimalen Drehzahl laufen. Getriebekompressoren erreichen so sehr hohe Druckverhältnisse {\displaystyle \Pi ={\frac {p_{2,abs}}{p_{1,abs}}}={\frac {\text{Enddruck}}{\text{Saugdruck}}}} bis etwa 70.

## Anwendung
Turbokompressoren kommen zum Einsatz, wenn große Gasvolumenströme verdichtet werden sollen z. B.
- in Verdichterstationen (Druckerhöhung in Gas-Pipelines)
- als Hochofen- und Stahlwerksgebläse
- in Anlagen zu Luft- bzw. Gasverflüssigung
- als Luft- oder Nitrose-Gas-Kompressor in Salpetersäure-Anlagen
- in petrochemischen Anlagen und Raffinerien
- als Vakuumgebläse in der Papierindustrie
- in großen Kälteanlagen und Wärmepumpen

## Betrieb
Am Schnittpunkt der Druckverlustkennlinie der nachgeschalteten Anlagenteile mit dem jeweiligen Kompressor-Kennlinienfeld stellt sich ein Arbeitspunkt ein. Hier sind die besonderen Eigenschaften des zu fördernden Mediums Gas zu beachten: Beim Beaufschlagen mit Druck verringert sich das Volumen, gleichzeitig steigt die Temperatur.

### Antriebsmaschine
Die Wahl der Antriebsmaschine wird durch die Anwendung wesentlich beeinflusst. Steht (wie in Chemieanlagen, Stahlwerken oder Eisenhütten) ausreichend und sicherer Dampf zur Verfügung, wird bevorzugt eine Dampfturbine eingesetzt.
Für Gas-Pipeline- und Offshoreanwendungen bieten sich Gasturbinen an. Bei kleineren und mittleren Leistungsanforderungen bis ca. 12 MW werden auch Elektromotoren mit Frequenzumrichtern als Antrieb eingesetzt. Diese Variante wird insbesondere im Betrieb ohne Beaufsichtigung angewandt, wobei die Maschinen von einer Zentralen Leitwarte gefahren werden, die hunderte Kilometer von der Anlage entfernt liegen kann.

### Leistungsregelung
Die Leistung großer Turbokompressoren liegt zwischen 1 MW und etwa 60 MW.
Zur Anpassung der notwendigen Verdichterleistung (Druckverhältnis und Volumenstrom) wird die Drehzahl der Antriebsmaschine oder der Volumenstrom durch die Maschine geregelt, typischerweise durch verstellbare Leitschaufeln für alle oder zumindest mehrere Stufen (Axialkompressor) bzw. verstellbare Vorleitschaufeln (Radialkompressor).
Prinzipiell werden Turbokompressoren geregelt, um sie an den Prozess anzupassen, den sie versorgen. Dabei ergeben sich die Regelungsarten Volumenstromregelung oder Saug- oder Enddruckregelung.
Die Volumenstromregelung findet häufig Anwendung, da hier z. B. ein definierter Gasstrom (und mithin über die Dichte auch ein entsprechender Massenstrom) gewährleistet werden kann. Dies ist insbesondere bei verfahrenstechnischen Prozessen, die definierte Mengen eines Reaktionsproduktes erzeugen sollen, wichtig, aber auch bei den Aufgaben Gastransport und Gasspeicherung. Im Betrieb stellt sich dann ein Zustand ein, dass der Prozesswiderstand oder der vorliegende Druck auf einem größeren Reservoir (Ferngasleitung, Gasspeicher, Heißwindleitung) den zu erreichenden Austrittsdruck bestimmen und die Maschine bis auf einen Arbeitspunkt hochlaufen muss, an dem der vorgegebene Volumenstrom erreicht wird. Als Regelgröße dient oft der Volumenstrom unter Normbedingungen, der dann aus den aktuellen Prozesswerten errechnet werden muss.
Bei der Druckregelung kann entweder ein Saugdruck oder ein Austrittsdruck als Sollwert angefahren werden. Für beide Sollwerte würde sich jeweils ein Volumenstrom ergeben.
Gelegentlich finden im Leitsystem der Anlage auch kombinierte Reglungen Anwendung, bei denen primär ein bestimmter Volumenstrom gefahren wird, als sekundärer Sollwert zudem noch ein Enddruck festgelegt ist, so dass bei veränderlicher Abnahme des Gases durch den Prozess ein bestimmter Enddruck gehalten wird. Diese Regelungsart erfordert aber im Regler eine interne und stoßfreie Umschaltung, die dann den tatsächlich momentan zu fahrenden Sollwert anfährt, indem z. B. bei Erreichen des Solldrucks und gleichzeitigem Unterschreiten des Sollvolumenstromes die Enddruckregelung aktiv wird und die Volumenstromregelung erst wieder zugeschaltet wird, wenn bei dem jetzt anstehenden Enddruck der Sollvolumenstrom auch erreicht wird.
Insgesamt ist die Auswahl geeigneter Sollwerte essentiell für einen stabilen Prozessbetrieb, da sich in dem „Dreieck“ aus Saugdruck, Enddruck und Volumenstrom diese Werte gegenseitig beeinflussen.
Wenn mehrere Kompressoren auf dieselbe Leitung arbeiten, könnten sich Zustände einstellen, dass eine Maschine ihre Leistung reduziert, während eine andere gleichzeitig Last aufnimmt. Dementsprechend sind Maßnahmen zur Lastverteilung zu ergreifen, die über Kommunikation der einzelnen Regler miteinander die Arbeitspunkte der Maschinen so ausbalancieren, dass die einzelnen Einheiten im Gleichgewicht zueinander arbeiten.
Den beschriebenen Prozessreglern können noch Limiter vorgeschaltet sein, die Parameter wie Temperaturen, Drücke, Volumenströme, Ströme und Momente im Antrieb innerhalb bestimmter Grenzen halten sollen und die Lastaufnahme anhalten oder auch reduzieren, wenn diese Grenzwerte überschritten werden. Dazu werden die Limiter, die letztlich auch als Regler arbeiten, deren Ausgang dem aktuell anstehenden Reglerausgang nachgeführt wird, sofort in Eingriff gebracht, wenn einer seinen Sollwert erreicht oder überfährt. Die Limiter haben mithin Priorität gegenüber der Prozessreglung.
Eine Regelung durch das Regelventil der Pumpverhütung ist möglich, wird aber nur angewandt, wenn der vom Prozess geforderte Volumenstrom beim dabei zu erreichenden Austrittsdruck unter dem spezifizierten physischen Limit der Maschine liegt (d. h. der Kompressor ist eigentlich „zu groß“ für den Prozess). Insgesamt ist die Bypass Regelung zu vermeiden, da sie mit Wirkungsgradeinbußen einhergeht. Die Regelung erfolgt nach dem Kennfeld des Turbokompressors.
Die Regelung über Saugdrosselklappen gilt wegen zu großer Energieverluste ebenfalls als veraltet.

### Verdichterpumpen und Pumpverhütung

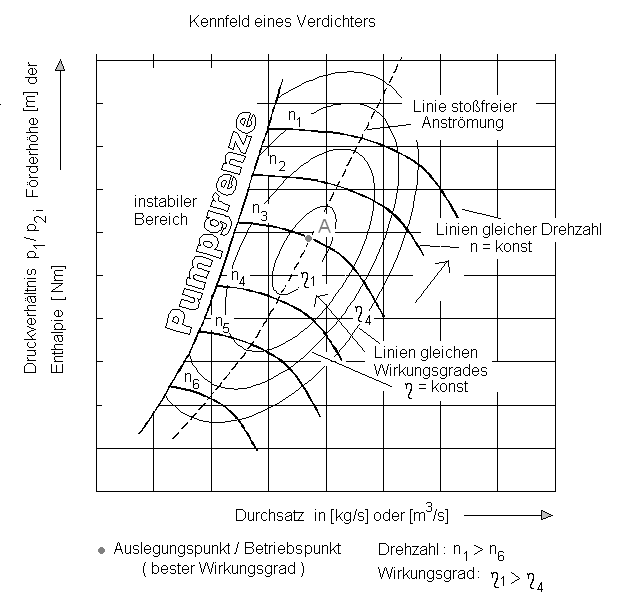
Kennfeld eines Radialverdichters

Eine der typischen Eigenschaften jedes Turbokompressors ist die Neigung, in ungünstigen Betriebszuständen zu „pumpen“ (engl. surge). Das Phänomen tritt auf, wenn bei einem bestimmten Druck der Mindestmassenstrom unterschritten wird und im schlimmsten Fall abreißt. Bei zu kleinem Massenstrom wird der Anströmwinkel so groß, dass die Strömung an den Schaufeln des Laufrades abreißt. Dadurch wird weniger Impuls auf das Medium übertragen, sodass der Massenstrom weiter abnimmt und die Strömung auch an anderen Schaufeln oder Verdichterstufen abreißt. Die Druckdifferenz zwischen Austritt und Eintritt kann nicht aufrechterhalten werden, es kommt zu einer Rückströmung durch den Kompressor. Dabei sinkt das Druckverhältnis (Saugdruck nimmt zu) und der Kompressor fördert wieder, bis der Pumppunkt (unterschreiten des Mindestförderstromes) erneut erreicht wird. Dieser Vorgang läuft zyklisch mit einer Frequenz von ca. 0,3–5 Hz ab und ist mit einem typischen Geräusch verbunden.
Pumpen tritt je nach Stärke der Fehlanpassung des Verdichters in verschiedenen Intensitäten auf. Bei einer leichten Fehlanpassung kommt es zu einem „rotating stall“, wobei lediglich einzelne Schaufeln des Kompressors einen Strömungsabriss erfahren. Dabei rotiert der Strömungsabriss entgegen der Verdichterdrehrichtung. Dies ist mit einem knurrenden bzw. brummenden Geräusch verbunden und führt zu einem leichten Leistungsabfall des Verdichters. Dabei werden die Kompressorschaufeln bereits zu Schwingungen angeregt, was zu Schaufelbrüchen führen kann. Wenn die Fehlanpassung größer wird, kann es zu einem totalen Strömungsabriss kommen, wobei die Leistung total zusammenbricht und ein lauter Knall entsteht. Wenn der Kompressor zu einem moderneren Flugzeugtriebwerk gehört, ist damit in der Regel eine Zerstörung des Triebwerkes verbunden.
Praktisch alle Turbokompressoren besitzen daher eine Pumpgrenzregelung (Anti Surge Control), die verhindern soll, dass ein bestimmter Mindestförderstrom unterschritten wird. Dieser Mindestvolumenstrom ist als der jeweilige druckabhängige Sollwert der Pumpgrenzregelung zu verstehen und bildet seinerseits die Regellinie der Pumpverhütung, die im Kennfeld etwa 10 % rechts der Pumpgrenze verläuft. Beim Überfahren dieser Regellinie wird durch Öffnen eines Abblaseventils (v. a. Luftkompressoren) oder Umblaseventils (andere Gase) der Volumenstrom wieder erhöht, so dass der Arbeitspunkt mindestens auf der Regellinie gehalten wird.
Falls ein längerer Umblasebetrieb zu erwarten ist, wird ein Umblasekühler benötigt, da sonst das angesaugte Gas zunehmend wärmer würde, was aufgrund der dabei abnehmenden Dichte wiederum das Pumpen des Verdichters begünstigt.
Insbesondere Axialkompressoren reagieren sehr empfindlich auf Pumpstöße und müssen daher besonders vor diesem Betriebszustand geschützt werden. Sie besitzen oft weitere, unabhängige Einrichtungen zum Pumpschutz, die die Maschine vor der Zerstörung schützen, falls die Pumpgrenzregelung versagt (Ausfall von Mess- oder Regeleinrichtungen, veränderte Gaszusammensetzung).
Das Ab- bzw. Umblasen verschlechtert den Gesamtwirkungsgrad des Verdichters dramatisch, da ein Teilstrom des Gases nutzlos zurück zum Saugstutzen bzw. in die Atmosphäre gefördert wird. Dabei wird dann die zuvor durch Volumenänderungsarbeit auf das Gas übertragene Energie durch Drosselung und nachfolgende Entspannung im Pumpgrenzregelventil näherungsweise adiabatisch umgewandelt, wobei sich der Anergieanteil an der Gesamtenergie erhöht und die Exergie dementsprechend abnimmt. Deshalb wird dieses Verfahren nicht zur Leistungsregelung eingesetzt, sondern dient vorwiegend dem Schutz der Maschine. Falls eine Maschine bei normalen Prozessbedingungen nur mit teilgeöffnetem Pumpverhütungsventil betrieben werden kann, ist die Maschine nicht optimal an den Prozess angepasst (stabiler Mindestförderstrom zu hoch) oder muss überholt werden (Verschmutzung / Abnutzung der Schaufeln und Diffusoren, erhöhte innere Leckagen).
In Linz (Österreich) wurden um 1980 Bodenschwingungen mit etwa 1 Hz gemessen und die Ursache in Kompressoren der industriellen Ammoniak-Drucksynthese gefunden und dort Abhilfe geschaffen.

### Zwischenkühlung

Zustandsverläufe in einem Verdichter

Die Verdichtung im Kompressor verläuft im Realfall polytrop und führt entsprechend dem Druckverhältnis zur Temperaturerhöhung; die Kühlung des Kompressors ist günstig, weil die aufzuwendende Verdichterarbeit kleiner wird. Die Kühlung kann auch möglicherweise über den isentropen Verlauf hinaus erfolgen und theoretisch den Volumenstrom so stark abkühlen, dass die Verdichtung nahezu isotherm verläuft. Dazu sind jedoch viele Zwischenkühlvorgänge erforderlich.
Technisch wird dies häufig durch externe Zwischenkühler realisiert, insbesondere bei Getriebeverdichtern, die ohnehin Verbindungsrohrleitungen zwischen den einzelnen Stufen besitzen. Außerdem sind kompakte Bauformen üblich, bei denen die Kühler jeweils paarweise zwischen den Stufen in das Kompressorgehäuse integriert sind.